# 羅阿諾克鎮區 (北卡羅萊納州沃倫縣)
羅阿諾克鎮區（英語：Roanoke Township）是位於美國北卡羅萊納州沃倫縣的一個鎮區。

## 地方資料
羅阿諾克鎮區的面積為24.08平方千米，皆為陸地。根據2020年美國人口普查的數據，當地共有人口1147人，而人口密度為每平方千米47.63人。